# João N'Tyamba
João Baptista N'Tyamba, född 20 mars 1968 i Lubango i provinsen Huila är en angolansk friidrottare, medel- och långdistanslöpning. Han började tävla på 800 meter vid Olympiska sommarspelen 1988. 1992 tävlade han i 1500 meter i Barcelona och 1996 i Atlanta men nådde aldrig till final i dessa tävlingar.